# Pseudagrion rubriceps
Pseudagrion rubriceps е вид водно конче от семейство Coenagrionidae. Видът не е застрашен от изчезване.

## Разпространение
Разпространен е в Бангладеш, Индия (Асам, Западна Бенгалия, Керала, Мадхя Прадеш, Махаращра, Мегхалая, Пенджаб, Тамил Наду, Утар Прадеш и Химачал Прадеш), Индонезия, Камбоджа, Китай (Гуандун, Гуанси и Хайнан), Лаос, Малайзия, Мианмар, Непал, Пакистан, Провинции в КНР, Тайван, Тайланд, Филипини и Хонконг.